# 岩井町 (釜石市)
岩井町（いわいちょう）は岩手県釜石市の町丁。郵便番号は026-0000。人口は0人、世帯数は0世帯。丁目を持たない単独町名である。全域で住居表示が実施されている。

## 地理
釜石市の中心部、甲子川の北側に位置する。東側は大字釜石と、西側は上中島町と、南側は源太沢町と、北側は中妻町と接する。
かつては釜石製鉄所の工業用地の一角にあたり、現在はSMCの釜石第5工場が存在する。

## 歴史

### 年表
- 1969年（昭和44年）4月1日 - 住居表示の施行に伴い、岩井町が誕生[5]。
- 2011年（平成23年）6月6日 - 東日本大震災で被害を受けた釜石警察署が同町の新日本製鐵釜石製鐵所敷地内に移転する。
- 2023年（令和5年）
  - 1月 - SMCの釜石第5工場が完成[7]。
  - 4月 - SMC釜石第5工場が本格的に操業を開始[8]。

### 町名の変遷
町名の変遷は以下の通りとなる。
| 実施後 | 実施年月日   | 実施前（各町名ともその一部） | 実施前（各町名ともその一部） |
| ------ | ------------ | ---------------------------- | ---------------------------- |
| 岩井町 | 1969年4月1日 | 大字釜石                     | 第10地割                     |
| 岩井町 | 1969年4月1日 | 大字釜石                     | 第12地割                     |
| 岩井町 | 1969年4月1日 | 大字釜石                     | 第13地割                     |

## 世帯数と人口
2023年（令和5年）3月31日現在の世帯数と人口は以下の通りとなる。
| 丁目   | 世帯  | 人口 |
| 岩井町 | 0世帯 | 0人  |
| 計     | 0世帯 | 0人  |

## 小・中学校の学区
小・中学校の学区は以下の通りとなる。
| 町丁   | 丁目 | 小学校     | 中学校     |
| ------ | ---- | ---------- | ---------- |
| 岩井町 | 全域 | 釜石小学校 | 釜石中学校 |

## 施設

### 企業・店舗など
- SMC 釜石第5工場（岩井町1-4）

## 交通

### 鉄道
鉄道は通っていない。最寄り駅は■釜石線・■三陸鉄道リアス線の釜石駅。

### バス
- バス路線は通っていない。

### 道路
- 一般国道・一般県道ともに通っていない。